# Kim Ji-eun (Schauspielerin)
Kim Ji-eun (* 9. Oktober 1993 in Incheon) ist eine südkoreanische Schauspielerin. Bekannt wurde sie in The Veil, Again My Life und One Dollar Lawyer.

## Leben und Karriere
Kim wurde am 9. Oktober 1993 in Incheon geboren. Ihr Debüt gab sie 2015 in dem Film Tattoo. Danach spielte sie in The Best Moment To Quit Your Job mit. 2018 bekam sie eine Rolle in Nice Witch. Im selben Jahr wurde sie für die Serie Lovely Horribly gecastet.
Kim trat 2019 in der Serie I Have Three Boyfriends auf. Unter anderem war Kim 2021 in der Serie The Veil zu sehen. Außerdem spielte sie in  Again My Life die Hauptrolle.

## Filmografie (Auswahl)
Filme
- 2015: Tattoo
- 2018: The Drug King
- 2019: Long Live the King

Serien
- 2017: The Best Moment To Quit Your Job
- 2018: Nice Witch
- 2018: Lovely Horribly
- 2018: Children of Nobody
- 2019: Doctor Prisoner
- 2019: Strangers from Hell
- 2019: I Have Three Boyfriends
- 2020: Sweet Home
- 2021: The Veil
- 2022: Again My Life
- 2022: One Dollar Lawyer
- 2024: Love Next Door